# Melnica, Petrovac
Melnica (izvirno srbsko Мелница) je naselje v Srbiji, ki upravno spada pod Občino Petrovac na Mlavi; slednja pa je del Braničevskega upravnega okraja.

## Demografija
V naselju živi 753 polnoletnih prebivalcev, pri čemer je njihova povprečna starost 46,1 let (43,8 pri moških in 48,2 pri ženskah). Naselje ima 319 gospodinjstev, pri čemer je povprečno število članov na gospodinjstvo 2,90.
Prebivalstvo je večinoma nehomogeno.
|  |

| Demografija | Demografija     | Demografija     |
| Leto        | Št. prebivalcev | Št. prebivalcev |
| ----------- | --------------- | --------------- |
|             |                 |                 |
|             |                 |                 |
|             |                 |                 |
|             |                 |                 |
| 1948        | 2214            |                 |
| 1953        | 2210            |                 |
| 1961        | 2129            |                 |
| 1971        | 1921            |                 |
| 1981        | 1742            |                 |
| 1991        | 1473            | 1144            |
| 2002        | 1350            | 924             |
|             |                 |                 |

| Etnična sestava po popisu iz leta 2002 | Etnična sestava po popisu iz leta 2002 | Etnična sestava po popisu iz leta 2002 | Etnična sestava po popisu iz leta 2002 | Etnična sestava po popisu iz leta 2002 |
| -------------------------------------- | -------------------------------------- | -------------------------------------- | -------------------------------------- | -------------------------------------- |
| Vlahi                                  | Vlahi                                  |                                        | 419                                    | 45,34%                                 |
| Srbi                                   | Srbi                                   |                                        | 333                                    | 36,03%                                 |
| Romi                                   | Romi                                   |                                        | 8                                      | 0,86%                                  |
| Romuni                                 | Romuni                                 |                                        | 7                                      | 0,75%                                  |
| Črnogorci                              | Črnogorci                              |                                        | 2                                      | 0,21%                                  |
| Makedonci                              | Makedonci                              |                                        | 2                                      | 0,21%                                  |
| Madžari                                | Madžari                                |                                        | 1                                      | 0,10%                                  |
| Jugoslovani                            | Jugoslovani                            |                                        | 1                                      | 0,10%                                  |
| Neznano                                | Neznano                                |                                        | 28                                     | 3,03%                                  |